# 대한민국의 치과대학
대한민국의 치과대학(大韓民國─ 齒科大學)은 치과의사를 양성하기 위한 과정으로써, 6년제 학부 체제와 4년제 전문대학원 체제로 양분되어 있다.

## 대한민국의 치과대학 목록
한국의 치과대학 및 치의학전문대학원의 수는 11개이며, 정원은 2017년도 기준으로 552명이나 치과대학으로 학제를 전환하는 학교들로 인해 2020년까지 630명으로 늘어나게 된다.

### 서울특별시
서울특별시에 4개의 기관이 설치되어 있으며, 경기도와 인천광역시 권역을 포함한다. 국립 기관으로 서울대학교 산하에, 사립 기관으로 경희대학교와 연세대학교에 설치되어 있다.
- 경희대학교 치과대학, 동대문구 (1972년)[1]
- 서울대학교 치과대학, 관악구 (1962년)
- 서울대학교 치의학대학원, 종로구 (2005년)
- 연세대학교 치과대학, 서대문구 (2011년)[2]

### 대구광역시
대구광역시에 1개의 기관이 설치되어 있으며, 경상북도 권역을 포함한다. 국립 기관으로 경북대학교 산하에 설치되어 있다.
- 경북대학교 치과대학, 북구 (1979년)[3]

### 광주광역시
광주광역시에 3개의 기관이 설치되어 있으며, 전라남도 권역을 포함한다. 국립 기관으로 전남대학교 산하에, 사립 기관으로 조선대학교에 설치되어 있다.
- 전남대학교 치과대학, 북구 (1981년)
- 전남대학교 치의학전문대학원, 북구 (2005년)
- 조선대학교 치과대학, 동구 (1973년)

### 강원특별자치도
강원특별자치도에 1개의 기관이 설치되어 있으며, 국립 기관으로 강릉원주대학교에 있다.
- 강릉원주대학교 치과대학, 강릉시 (1992년)

### 충청남도
충청남도에 1개의 기관이 있으며, 대전광역시, 세종특별자치시와 충청북도 권역을 포함한다. 사립 기관으로 단국대학교 산하에 설치되어 있다.
- 단국대학교 치과대학, 천안시 (1979년)

### 전북특별자치도
전북특별자치도에 2개의 기관이 있으며, 국립 기관으로 전북대학교 산하에, 사립 기관으로 원광대학교에 설치되어 있다.
- 전북대학교 치과대학, 전주시 (1978년)
- 원광대학교 치과대학, 익산시 (1980년)[4]

### 경상남도
경상남도에 2개의 기관이 있으며, 부산광역시와 울산광역시 권역을 포함한다. 국립 기관으로 부산대학교 산하에 설치되어 있다.
- 부산대학교 치과대학, 양산시 (1981년)[5]
- 부산대학교 치의학전문대학원, 양산시 (2005년)

### 폐지
- 경북대학교 치의학전문대학원, 대구광역시(2005년~2016년)
- 경희대학교 치의학전문대학원, 서울특별시(2005년~2016년)
- 연세대학교 치의학전문대학원, 서울특별시(2005년~2014년)
- 전북대학교 치의학전문대학원, 전주시(2005년~2016년)
- 조선대학교 치의학전문대학원, 광주광역시(2009년~2016년)

## 같이 보기
- 대한민국의 대학 목록